# Antropophagus 2000
Antropophagus 2000 è un film del 1999, diretto da Andreas Schnaas. È il remake di Antropophagus, cult movie diretto da Joe D'Amato nel 1980.

## Trama
La trama del film è la stessa dell'originale italiano, con piccoli cambiamenti. Alcuni ragazzi affrontano un viaggio in camper a Borgo San Lorenzo, una cittadina del Mugello, in Toscana. Lì trovano un uomo che in realtà è un cannibale.

## Collegamenti ad altre pellicole
- Il film è un omaggio al cinema horror italiano. Oltre ad essere un remake del film di D'Amato è infatti presente nella pellicola anche una scena che richiama il controverso e scioccante Cannibal Holocaust, girato da Ruggero Deodato nel 1979. La scena in questione riguarda un impalamento realizzato con la stessa tecnica del sellino e del paletto di legno che fuoriesce dalla bocca.